# Helmuth Feuerberg
Helmuth Feuerberg (* 24. Februar 1926) ist ein ehemaliger deutscher Fußballspieler. Für EHW/Stahl Thale kam er zwischen 1950 und 1954 in der DDR-Oberliga 111-mal zum Einsatz und erzielte 16 Tore. In der zweitklassigen DDR-Liga spielte er 1954/55 torlos 25 Mal. Mit der B-Nationalmannschaft bestritt er 1953 ein Länderspiel.

## Sportliche Laufbahn
Die Fußballsaison 1949/50 war für die Harzstadt Thale der bisherige sportliche Höhepunkt seit dem Ende des Zweiten Weltkriegs. Die Sportgemeinschaft Eisenhüttenwerk wurde zunächst Fußballmeister von Sachsen-Anhalt, qualifizierte sich danach über eine Aufstiegsrunde für die DDR-Oberliga, der höchsten Spielklasse im DDR-Fußball und gewann zum Saisonschluss den DDR-Fußballpokal. Im Endspiel besiegte die Sportgemeinschaft die BSG KWU Erfurt mit 4:0. Helmuth Feuerberg, der zuvor auch an den anderen Erfolgen beteiligt war, wurde im Pokalendspiel als linker Mittelfeldspieler eingesetzt.
Seine erste Oberligasaison 1950/51 begann Feuerberg vom ersten Punktspiel an. Sein erstes Oberligator erzielte er im 14. Punktspiel bei der Begegnung Union Oberschöneweide – SG Eisenhüttenwerk (2:4). Danach wurde er nur noch sporadisch eingesetzt und absolvierte so nur 18 der 34 Oberligaspiele. Im Laufe der Saison wurde die SG EHW in die  Betriebssportgemeinschaft (BSG) Stahl Thale umstrukturiert. 1951/52 spielte Feuerberg sowohl im Mittelfeld als auch im Angriff, kam auf sieben Ligatore und versäumte nur ein Punktspiel. In der Spielzeit 1952/53 erreichte die BSG Stahl mit Rang fünf ihre beste Platzierung während ihrer Oberligazugehörigkeit. Feuerberg bestritt alle 32 Punktspiele und war erneut mit sieben Treffern erfolgreich. Im Juni 1953 kam Feuerberg in dem B-Länderspiel Bulgarien – DDR (2:1) im linken Mittelfeld zum Einsatz. 1954 erlitt die Mannschaft mit dem Abstieg einen tiefen Fall. Obwohl Feuerberg 26 der 28 Oberligaspiele bestritt, kam er nur noch auf ein Tor.
In der anschließenden Zweitklassigkeit in der DDR-Liga-Saison 1954/55 kam Feuerberg in den 26 Punktspielen 25 Mal zum Einsatz ohne Tore zu erzielen. Infolge einer Ligareform wurde die Zahl der Mannschaften in der DDR-Liga erheblich reduziert, sodass Thale der siebte Platz in seiner Staffel nicht zum Klassenerhalt reichte. Die BSG Stahl und Feuerberg spielten anschließend in der II. DDR-Liga, Feuerberg kehrte nicht mehr in den höherklassigen Fußball zurück.